# تشارلي هاندلي
تشارلي هاندلي (بالإنجليزية: Charlie Handley)‏ (12 مارس 1899 في المملكة المتحدة - 1957) هو لاعب كرة قدم بريطاني (وحمل سابقاً جنسية المملكة المتحدة لبريطانيا العظمى وأيرلندا) في مركز الهجوم. لعب مع توتنهام هوتسبير وسوانزي سيتي ونادي يانغ بويز ونورويتش سيتي وThames A.F.C. ‏ وSittingbourne F.C. ‏ وSheppey United F.C. ‏.